# Castella d'Or

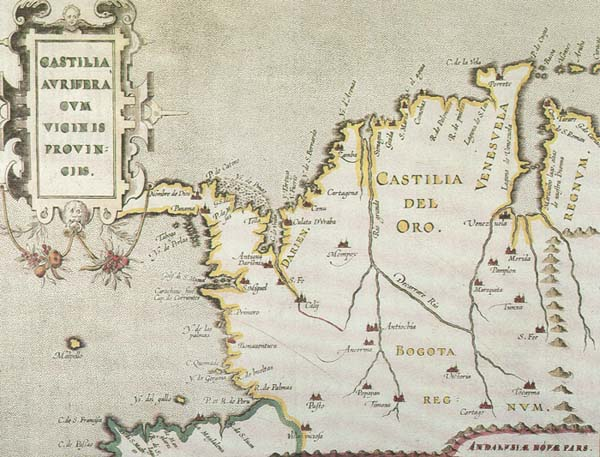
Castella d'Or en un mapa del.

Castella d'Or o de l'Or (en castellà Castilla de Oro o del Oro) fou el nom donat a començaments del segle XVI pels colonitzadors espanyols a alguns territoris centreamericans i del nord de Sud-americà que s'estenien des del golf d'Urabá, a l'oest de l'actual Colòmbia, fins a les proximitats del riu Belén, on començava la regió coneguda com a Veragua. La denominació de Castella d'Or fou atorgada el maig de 1513 pel rei  Ferran el Catòlic, aleshores regent de Castella.
Degut al descobriment de l'oceà Pacífic per Vasco Núñez de Balboa la jurisdicció de Castella d'Or s'amplià per comprendre la vessant pacífica de Panamà, Costa Rica i Nicaragua.
Amb la creaciçó el 1527 de la província de Nicaragua, que comprenia l'actual territori nicaragüenc i la península de Nicoya, s'inicià la reducció de l'àmbit territorial de Castella d'Or, que el 1537, una vegada finalitzats els plets colombins, quedà fragmentada en dues parts, separades pel Ducat de Veragua.
La part occidental, que s'estenia a l'oest del Ducat, per gran part del que en l'actualitat és la costa pacífica de Panamà i Costa Rica, fou unida el 1540 amb la Veragua real, els territoris sobrants de l'antiga Veragua), per constituir la Província de Nova Cartago i Costa Rica.
La part oriental, darrer tros de Castella d'Or, passà a ser coneguda amb el nom de Regne de  Terra Ferma o Panamà, especialment a partir de la creació de la Reial Audiència de Panamà (1538). A aquesta jurisdicció fou agregada el 1560 la nova Província de Veraguas, creada durant el regnat de Felip II d'Espanya amb el territori de l'antic Ducat de Veragua.

## Governadors (1514–1540)
- 1514–1526: Pedro Arias Dávila, governador
- 1526–1529: Pedro de los Ríos y Gutiérrez de Aguayo, governador
- 1529–1532: Antonio de la Gama, governador interí
- 1533–1536: Francisco de Barrionuevo, governador
- 1536–1539: Pedro Vázquez de Acuña, governador
- 1539: Francisco Pérez de Robles, president de l'Audiència de Panamà.